# Мотивација при учењу другог страног језика
Други језик се односи на језик који појединац учи, поред свог матерњег језика.То није исто што и страни језик, који представља језик који се учи иако се не говори у области појединца. Према истраживању мотивација представља унутрашњи процес који даје енергију, правац и упорност у истраживању.
Учење новог језика захтева време и посвећеност. Међутим, једном када течно научите неки језик то нуди разне прилике и отвара многа врата. Такође, учење другог страног језика је пријемчиво и корисно за све узрасте. Оно нуди практичне, интелектуалне и многе аспирационе предности. У учењу језика, може бити један или више циљева - као што су овладавање језика или комуникацијске вештине - које се разликују од особе до особе. Постоји велики број мотивационих модела језика који су се развили у областима лингвистике и социолингвистике.
Различите мотивације при учењу другог страног језика могу се поделити у три фазе: социјално психолошка фаза, когнитивна фаза и фаза процеса оријентисања.

## Социјално-психолошка фаза
Социјално-психолошка фаза наглашава улогу друштвеног контекста појединца и друштвене интеракције.

## Когнитивна фаза
Когнитивна фаза фокусирана је на то како утичу ментални процеси на мотивацију.

## Фаза процеса оријентисања
Фаза процеса оријентисања фокусирана је на динамички карактер мотивације. Истражују се краткорочне и дугорочне промене у мотивацији у току учења језика. 

## Оквир мотивације у учењу другог страног језика
Користећи друштвени конструктивистички модел оптерећења Марион Вилијамс и Роберт Бурден су развили оквир мотивације за учење језика. То је представљао покушај да се сумирају мотивациони фактори који су значајни за учење другог страног језика у учионици. Овај оквир ставља нагласак на контекстуални утицај, и категорише мотивационе факторе у односу на учење унутрашњих и спољашњих фактора. Оквир је приказан испод:
| УНУТРАШЊИ ФАКТОРИ                                                                                                   | СПОЉАШЊИ ФАКТОРИ |
| Унутрашњи интерес при активности: радозналост степен изазова                                                        | Значај других: родитељи наставници вршњаци |
| Перцепција вредности активности: лични значај предвиђена вредност резултата суштинска вредност приписана активности | Природа интеракције са другима: искуства при учењу природа и сврха повратних информација награде природа и сврха неке похвале казне, санкције |
| --- | --- |
| Сврха активности: узрок процеса контроле и исхода могућност подешавања одговарајућих циљевева                       | Окружење за учење: удобност средства доба дана, недеље, године величина одељења и школе                                                       |
| Самосвест свест о личним предностима и манама у одређеним вештинама лична оцењивања и пресуде успеха и неуспеха     | |
| Ставови за учење језика уопште за циљни језик за циљни језик заједнице и културе                                    | |
| Остали утицаји самопоуздање анксиозност, страх                                                                      | |
| Развојно доба и фаза                                                                                                | |
| Пол | |